# Éliane Assassi
Éliane Assassi (París, 2 de octubre de 1958) es una política francesa. Miembro del Partido Comunista Francés, ha sido senadora desde 2004 y presidenta del Grupo Comunista, Republicano, Ciudadano y Ecologista en el Senado de Francia desde 2012.

## Biografía

### Situación personal
Eliane Assassi nació en París de padre argelino y madre francesa.
Es directora de comunicación por profesión.

### Camino político
Comenzó a ejercer mandatos públicos en 1983 siendo elegida concejala de Drancy. De 1995 a 2001, fue asistente del alcalde del PCF, Gilbert Conte, y fue reelegida para el consejo municipal de Francia de 2001 a 2014.
Fue elegida senadora en el Senado de Francia en Seine-Saint-Denis el 26 de septiembre de 2004 y forma parte del Grupo Comunista, Republicano, Ciudadano y Ecologista (CRC-SPG).
Candidata a las elecciones cantonales de Francia de 2008 en el Cantón de Le Bourget, reunió el 18,92 % de los votos en contra del candidato del Nuevo Centro, Vincent Capo-Canellas, fue reelegida en la primera ronda.
También fue la jefa de la unión de la izquierda  en las elecciones municipales francesas de 2008 del mismo año en Drancy, que contemplan la reelección del diputado y alcalde centrista saliente, Jean-Christophe Lagarde.
El 19 de septiembre de 2012, fue elegida presidenta del Grupo Comunista, Republicano, Ciudadano y Ecologista en el Senado.
Ella patrocina la candidatura de Jean-Luc Mélenchon para las elecciones presidenciales de 2017 en Francia.
Para las elecciones senatoriales de 2017 en Francia, lideró la lista "Seine-Saint-Denis en común: resistir, proponer, actuar". Fue reelegida senadora el 24 de septiembre. En el proceso, fue reelegida presidenta del grupo comunista en el Senado. El 2 de octubre de 2017, candidata a la presidencia del Senado francés, fue vencida con 15 votos ante Didier Guillaume (Partido Socialista) y Gérard Larcher (Los Republcanos).

## Mandatos y funciones

### Mandatos electivos
- Senadora francesa, elegida en el departamento de Seine-Saint-Denis (desde 2004).
- Consejera de Drancy (1983-1995 y 2001-2014).
- Teniente de alcalde de Drancy (1995-2001).

### Otras responsabilidades
- Presidenta del Grupo Comunista, Republicano, Ciudadano y Ecologista] en el Senado (desde 2017).
- Presidenta del Grupo Comunista, Republicano, Ciudadano y Ecologista en el Senado (2012-2017).
- Miembro de la Comisión de Desarrollo Sostenible, Infraestructura, Equipamiento y Ordenación del Territorio del Senado (desde 2017).
- Vicepresidenta del Comité Constitucional, Legislativo, Sufragio Universal, Reglas y Administración General del Senado (2014-2017).
- Vicepresidenta de la Delegación del Senado en Francia de ultramar.
- Miembro del Comité de Ética del Senado del Senado.
- Portavoz de la asociación de funcionarios electos de  PCF -  93.